# Clavicipitaceae
Clavicipitacées
Famille
Les Clavicipitacées, (Clavicipitaceae), sont une famille de champignons parasites de plantes, d'insectes ou d'autres champignons. Certains de ces champignons peuvent produire des molécules toxiques pour les mammifères herbivores.

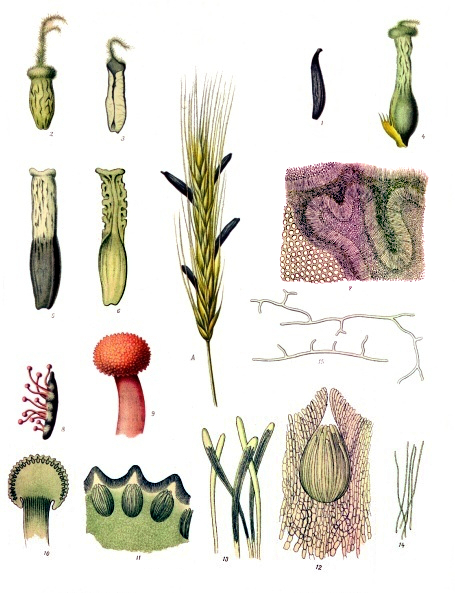
Illustrations anciennes sur le thème des Clavicipitacées.

## Description
Ils forment un clade naturel, si l'on retient la définition de la famille sensu stricto revue par Sung et al. Ils ont des périthèces formés dans des stromas ascogènes colorés ou sombres souvent stipés. Les ascospores sont filiformes avec une tendance à se désarticuler.

## Classification
Les genres Hypocrella, Regiocrella, Orbiocrella, Conoideocrella  et Metacordyceps sont des parasites d'insectes.
Les genres Balansia, Cepsiclava, Claviceps, Epichloe, Myriogenospora,  Atkinsonella, Heteroepichloe, Neoclaviceps, Parepichloe, Shimizuomyces  sont des parasites de plantes.
Les genres Tyrannicordyceps et Neobarya sont des parasites de champignons.
Il existe également des genres anamorphes : Aschersonia, Ephelis, Metarhizium, Neotyphodium, Nomuraea, quelques apparentés Paecilomyces, Pochonia, Sphacelia, Ustilaginoidea et quelques apparentés Verticillium (parasites d'insectes ou de plantes).

## Liste des genres
- Aciculosporium I. Miyake
- Albomyces
- Allocordyceps
- Aschersonia Mont.
- Atkinsonella Diehl
- Balansia Speg.
- Balansiopsis
- Barya
- Berkelella (Pat.) Sacc.
- Byssostilbe Petch
- Cavimalum Yoshim. Doi, Dargan & K.S. Thind
- Claviceps Tul.
- Commelinaceomyces E. Tanaka
- Conoideocrella D. Johnson, G.H. Sung, Hywel-Jones & Spatafora
- Corallocytostroma Y.N. Yu & Z.Y. Zhang
- Dothichloe
- Drechmeria
- Dubiomyces
- Dussiella Pat.
- Echinodothis
- Ephelis Fr.
- Epichloe (Fr.) Tul. & C. Tul.
- Epicrea Petr.
- Fleischeria
- Harposporium
- Helicocollum Luangsa-ard
- Helminthascus Tranzschel
- Heteroepichloe E. Tanaka, C. Tanaka, Gafur & Tsuda
- Hypocrella
- Hypocreophis
- Keithomyces Samson, Luangsa-ard & Houbraken
- Konradia Racib.
- Linearistroma
- Loculistroma F. Patt & Charles
- Marquandomyces Samson, Houbraken & Luangsa-ard
- Metacordyceps
- Metapochonia Kepler, S.A. Rehner & Humber
- Metarhiziopsis D.W. Li, R.S. Cowles & C.R. Vossbrinck
- Metarhizium Sorokīn
- Moelleria
- Moelleriella Bres.
- Morakotia
- Mycomalus A. Möller
- Mycophilomyces Crous & M.J. Wingf.
- Myriogenospora G.F. Atk.
- Neoaraneomyces
- Neobarya Lowen
- Neocordyceps Kobayasi
- Neotyphodium
- Nigelia Luangsa-ard
- Nigrocornus Ryley & Langdon
- Nomuraea
- Ophiodothis
- Orbiocrella D. Johnson, G.H. Sung, Hywel-Jones & Spatafora
- Papiliomyces  Luangsa-ard, Samson & Thanakitp.
- Parametarhizium
- Petchia Thanakitp., Mongkols. & Luangsa-ard
- Pochonia Bat. & O.M. Fonseca
- Polynema
- Pseudomeria G.L. Barron
- Pseudometarhizium
- Purpureomyces Luangsa-ard, Samson & Thanakitp.
- Regiocrella Chaverri & K.T. Hodge
- Romanoa Thirum.
- Rotiferophthora G. L. Barron
- Samuelsia Chaverri & K.T. Hodge
- Shimizuomyces Kobayasi
- Spermoedia
- Sphacelia
- Sphaceliopsis
- Sphaerocordyceps Kobayasi
- Stereocrea
- Sungia Luangsa-ard, Samson & Thanakitp.
- Typhodium
- Tyrannicordyceps Kepler & Spatafora
- Ustilaginoidea Bref.
- Ustilagopsis
- Xylariopsis
- Yosiokobayasia Samson, Luangsa-ard & Thanakitp

## Biosynthèse d'alcaloïdes
Les alcaloïdes typiques des clavicipitacées sont des dérivés simples (ergométrine) ou plus complexes  de l'acide d-lysergique (ergopeptines). La première étape de la biosynthèse des alcaloïdes est une prénylation du tryptophane grâce à une enzyme (DMAT synthase) fréquente chez les ascomycètes. 

Les premiers alcaloïdes formés sont des clavines. Les étapes suivantes ne sont observées que chez les clavicipitacées : formation d'acide lysergique, d'ergopeptides simples (ergométrine) ou d'ergopeptides plus complexes appelés ergopeptines.  Dans les différents genres de clavicipitacées, on repère des ergopeptines caractéristiques, par exemple l'ergotamine chez les Claviceps, l'ergovaline chez les Neotyphodium ou l'ergobalansine chez Balansia ou les clavicicipitacés symbiontes d'Ipomoea (Periglandula). 

La majorité des gènes impliqués dans la biosynthèse de ces alcaloïdes sont regroupés dans un cluster.

## Mode de vie
Ce sont des parasites, l'étude de leur évolution suggère qu'ils dérivent d'un ancêtre parasite d'insectes et qu'au cours de leur évolution, ils se sont adaptés à des hôtes d'autres règnes. Ces sauts entre règnes auraient eu lieu plusieurs fois et dans plusieurs sens. Un schéma envisagé est le suivant des espèces qui parasitent des insectes suceurs et par là se nourrissent indirectement de sève évoluent en espèces parasitant directement le végétal en détournant la sève directement. À partir de là d'autres espèces auraient pu évoluer, parasitant non pas la plante mais un champignon parasite voisin. On observe donc des sauts animal, plante, champignon mais l'origine parasitique animale pourrait expliquer les caractéristiques des alcaloïdes qui sont plutôt toxiques pour les animaux.

## Importance économique
Ils peuvent provoquer des maladies chez l'homme et le bétail et fournir des précurseurs de drogue, ils sont également sources de médicaments et agents de lutte biologiques contre des insectes où des nématodes. Ils renforcent le potentiel adaptatif de certains végétaux en les aidant à lutter contre des prédateurs ou en améliorant leur résistance à des stress.